# Luis Huergo
Luis Augusto Huergo (Buenos Aires, 1837. november 1. – 1913. november 4.) argentin mérnök. Legjelentősebb munkái mind Argentína kikötőinek fejlesztéséhez kapcsolódnak.

## Pályafutása

### Korai évek
Gazdag kereskedőcsaládban született. 1852 és 1857 között a jezsuita St. Mary’s College of Marylandben végezte el középfokú tanulmányait. Miután visszatért Argentínába Pedro Benoit városépítésznek segédkezett az Ensenada kikötővárosba vezető út tervezésében. 1862-ben földmérő diplomát szerzett. Huergo az elsők között jelentkezett az új, Juan María Gutiérrez által alapított Mérnök Karra (Buenos Aires Egyetemen), ahol négy évvel később, 1870-ben elsőként szerzett mérnökdiplomát.
Huergo tervezte a Tercero folyó és Córdoba vízi útjainak szabályozását. Pályafutása korai szakaszában 120 vasúti hidat tervezett, valamint San Fernando kikötőjét. Társalapítója volt az 1872-ben alapított Argentin Tudományos Társaságnak, valamint az 1879-ben alapított Argentin Földrajzi Intézménynek. 1874-től a Buenos Aires Egyetem Matematika Karán tanított, 1881-ben pedig a kar dékánjának választották.

### Kikötők
Huergo a Buenos Aires ipartelepén átfolyó Riachuelo folyó torkolatánál szeretett volna kialakítani egy kikötőt. A lehetőséget végül akkor sikerült megszereznie, amikor 1876-ban kinevezték az Obras del Riachuelo igazgatójának. Ez az állás lehetővé tette neki, hogy La Bocát, Buenos Aires első modern kikötőjét kialakíthassa. A kikötő 1880-as megnyitása Argentína gazdaságának hirtelen fellendülésekor történt, ezért a Területi Törvényhozás nagy pénzösszeggel tudta támogatni további ötleteit: egy hullámtörőt, a Riachuelo-torkolat kikotrását, valamint La Bocától északra egy új, modernebb kikötő megépítését. Azonban ezen modern kikötőről készített tervei háttérbe szorultak, mikor Eduardo Madero, egy gazdag befektető szerezte meg az argentin kongresszus támogatását annak megépítésére. Madero terveit a kongresszus 1882-ben fogadta el.
Huergo fellebbezett a döntés ellen, szerinte ugyanis az elfogadott tervek nem gazdaságosak és nehéz átalakítani a kikötőt, ha új, nagyobb teherszállító hajók érkeznek. Madero projektjét azonban Julio Roca elnök végleg jóváhagyta 1884-ben, 1886-ban pedig Hurgo lemondott az Obras del Riachuelo-ban betöltött igazgatói posztjáról.

### Új tervek és új kikötő
Huergo lehetőségeihez képest folytatta a kampányt a drága Puerto Madero kikötő ellen, és további munkákon is dolgozott. Visszatért Córdobába, ahol megtervezte a San Roque víztárózót 1888-ban, ami megakadályozta a Suquia és Cosquín folyók áradását. Közmunkaügyi miniszternek nevezték ki Buenos Aires tartományban, ahol megtervezte Puerto Belgranót, az Argentin Tengerészet első mélytengeri kikötőjét. Ő tervezte a paraguayi főváros, Asunción kikötőjét, valamint egy csatornát, ami Córdobától egészen a Paraná folyóig tart (kb. 320 km).
1907-ben, amikor Comodoro Rivadaviá-ban olajmezőket találtak, a rutinos mérnököt nevezték ki az újonnan alapított olajvállalat élére igazgatónak. Ennek a szervezetnek lett utóda az 1922-ben alapított YPF, az argentin állami kőolajvállalat.
Akkoriban Argentína gazdasága rohamosan fejlődött, és a tengerparti hajózás számottevő növekedést mutatott, főleg mióta Huergo terveit a Buenos Aires-i kikötőre 1882-ben mellőzték. A rakomány, ami a kikötőbe özönlött 4 millió tonnáról 20 millióra ugrott, és 1907 szeptemberében a kongresszus megszavazta egy új kikötő építését. A területet Madero akkorra már elavultnak tűnő dokkjaitól északra jelölték ki. Huergo így évekkel a pályázat után lehetőséget kapott tervei megvalósítására. Az építkezés 1911-ben kezdődött, és a terveknek megfelelően hat kisebb kikötőegységet valósítottak meg, amiket mólók kötöttek össze. A teljes komplexumot két hullámtörő védte.
A mérnök nem láthatta a befejezett kikötőt, mivel 1913-ban, 76 évesen elhunyt. Kikötője megoldotta azokat a problémákat amiket ő már Madero tervein is kifogásolt. Nagyban hozzájárult hazája infrastruktúrájának fejlesztéséhez, így megkapta az "Argentína első mérnöke" címet. Az országban június 6-án tartják a Műszaki tudományok napját, mivel Huergo 1870-ben ezen a napot szerezte meg az országban az első mérnökdiplomát.

## Fordítás
- Ez a szócikk részben vagy egészben  a   Luis Huergo című angol Wikipédia-szócikk ezen változatának fordításán alapul.  Az eredeti cikk szerkesztőit annak laptörténete sorolja fel. Ez a jelzés csupán a megfogalmazás eredetét és a szerzői jogokat jelzi, nem szolgál a cikkben szereplő információk forrásmegjelöléseként.